# Сьмілово (Пільський повіт)
Сьмілово (пол. Śmiłowo, нім. Schmilau) — село в Польщі, у гміні Качори Пільського повіту Великопольського воєводства.
Населення — 968 осіб (2011).
У 1975-1998 роках село належало до Пільського воєводства.

## Демографія
Демографічна структура станом на 31 березня 2011 року:
|          | Загалом | Допрацездатний вік | Працездатний вік | Постпрацездатний вік |
| -------- | ------- | ------------------ | ---------------- | -------------------- |
| Чоловіки | 453     | 102                | 317              | 34                   |
| Жінки    | 515     | 123                | 302              | 90                   |
| Разом    | 968     | 225                | 619              | 124                  |